# Rhyne Williams
Rhyne Williams (Knoxville, 22 marzo 1991) è un allenatore di tennis ed ex tennista statunitense.

## Statistiche

### Tornei minori

#### Singolare

##### Vittorie (4)
| Legenda tornei minori |
| Challenger (1)        |
| Futures (3)           |

| Numero | Data             | Torneo                                           | Superficie  | Avversario in finale    | Punteggio        |
| 1.     | 8 luglio 2007    | Men's Futures of Pittsburgh, Pittsburgh          | Terra rossa | Travis Helgeson         | 6-3, 5-7, 6-2    |
| 2.     | 3 luglio 2011    | PressEx Print Open, Innsbrook                    | Terra rossa | Artem Ilyushin          | 4-6, 6-2, 7-5    |
| 3.     | 3 giugno 2012    | Torneo Internacional Ciudad de Las Rozas, Madrid | Terra rossa | Sergio Gutiérrez Ferrol | 6(4)–7, 6-2, 6-1 |
| 4.     | 10 febbraio 2013 | Challenger of Dallas, Dallas                     | Cemento     | Robby Ginepri           | 7–5, 6–3         |

##### Finali perse (3)
| Legenda tornei minori |
| Challenger (0)        |
| Futures (3)           |

| Numero | Data            | Torneo                                             | Superficie  | Avversario in finale | Punteggio   |
| 1.     | 11 luglio 2010  | Men's Futures of Pittsburgh, Pittsburgh            | Terra rossa | Adam El Midhawy      | 3-6, 6(6)–7 |
| 2.     | 11 luglio 2010  | Tevlin Family Futures, Toronto                     | Cemento     | Jesse Levine         | 1-6, 0-6    |
| 3.     | 5 febbraio 2012 | Palm Coast Men's Futures Championships, Palm Coast | Terra rossa | Jason Kubler         | 2-6, 3-6    |